# Piuí-preto
O piui-preto (Contopus nigrescens) é uma espécie de ave da família Tyrannidae.
Pode ser encontrada nos seguintes países: Brasil, Equador, Guiana e Peru.
Os seus habitats naturais são: florestas subtropicais ou tropicais húmidas de baixa altitude e regiões subtropicais ou tropicais húmidas de alta altitude.